# Irais
Irais – miejscowość i gmina we Francji, w regionie Nowa Akwitania, w departamencie Deux-Sèvres.
Według danych na rok 1990 gminę zamieszkiwało 235 osób, a gęstość zaludnienia wynosiła 17 osób/km² (wśród 1467 gmin regionu Poitou-Charentes Irais plasuje się na 767. miejscu pod względem liczby ludności, natomiast pod względem powierzchni na miejscu 642.).